# Niclas Ekberg
Niclas Ekberg, (Ystad 23. prosinca 1988.), švedski rukometaš
Još kao junior počeo je igrati za IFK Ystad HK. Poslije igra za drugi lokalni tim Ystads IF. Ispostavilo se da mu je to bio dobar potez jer mu karijera počinje naglo napredovati nabolje. Postigao je 188 pogotka u švedskoj prvoj rukometnoj ligi (šved. Allsvenskan) 2008. godine. Klub za koji je zatim igrao bio je danski rukometni klub AG København, a zatim prelazi u njemački Kiel.
Prvu utakmicu za švedsku rukometnu reprezentaciju odigrao je u studenom 2008.

## Vanjske poveznice
- Profil rukometaša